# The Shining (film)
The Shining is een Amerikaans-Britse horrorfilm uit 1980, geregisseerd door Stanley Kubrick. Het verhaal is gebaseerd op de gelijknamige bestseller van Stephen King uit 1977, maar aan het eind is de verhaallijn afwijkend.
Twee ouders en hun zoontje, gespeeld door Jack Nicholson, Shelley Duvall en Danny Lloyd, raken door winterweer maandenlang geïsoleerd in een hotel. De man wordt krankzinnig en wil het gezin vermoorden. De film suggereert dat zich daarmee een eerdere gruwelmoord deels opnieuw afspeelt, waarbij zich paranormale verschijnselen voordoen.
De scène waarin Jack Nicholson door de deur Here's Johnny roept, werd op 25 oktober 2003 op Channel 4 verkozen tot griezeligste filmmoment aller tijden.

## Verhaal
De schrijver Jack Torrance heeft in een driftbui zijn zoontje Danny mishandeld. Na behandeling voor zijn drankverslaving vindt hij een tijdelijke baan als huisbewaarder in het afgelegen Overlook Hotel in de Rocky Mountains, dat 's winters gesloten en dan verder geheel verlaten is. Jack heeft een sollicitatiegesprek met de hotelmanager, Stuart Ullman. Jack hoort van Ullman dat Charles Grady, een van de eerdere huisbewaarders, in de winter van 1970 krankzinnig werd en zijn vrouw en tweelingdochtertjes met een bijl vermoordde. Jack is onder de indruk van dit verhaal, maar hij laat zich hierdoor niet afschrikken om naar het hotel te gaan.
Jack, zijn echtgenote Wendy en Danny krijgen vooraf een rondleiding van Dick Hallorann, de chef-kok. Jack krijgt het merkwaardige gevoel al eens eerder in dit hotel geweest te zijn, het lijkt voor hem zelfs alsof hij er eigenlijk altijd al geweest was. Danny krijgt de schrik van zijn leven wanneer hij buitenzintuiglijk contact heeft met Hallorann. Hij voelt dat er iets is gebeurd bij kamer 237, waarna de kok hem streng vermaant daar weg te blijven. Later ziet Danny de overleden dochters van Grady als geesten in het hotel opduiken. Ten slotte ziet hij bij kamer 237 wat hun lot is geweest: ze liggen zwaar verminkt op de grond. Het volgende moment vragen ze Danny om "voor eeuwig en altijd" met hen te komen spelen. Danny heeft een imaginair vriendje genaamd Tony, dat hem vertelt hoe hij met dit soort bovenzintuiglijke ervaringen om moet gaan.
Overdag wil Jack werken aan zijn nieuwe boek, waar hij nu alle tijd voor heeft. Bij een zware sneeuwstorm valt de telefoonverbinding uit en raakt het hotel afgesneden van de buitenwereld. Jack zit intussen de hele dag te typen. Hij wordt steeds prikkelbaarder. Ook heeft hij een nachtmerrie waarin hij Wendy en Danny vermoordt en in stukken hakt. Danny is voortdurend angstig en wil weg. Hij krijgt onverklaarbare kneuzingen aan zijn hals, alsof iemand hem wilde wurgen. Wendy beschuldigt eerst Jack hiervan. Later vertelt ze hem dat iemand Danny heeft aangevallen in de badkamer van kamer 237. Jack treft daar een op het eerste gezicht jonge naakte vrouw aan, die echter meteen veroudert en in staat van ontbinding blijkt te verkeren wanneer hij haar liefkozend vastpakt en kust.
Hoewel het hotel verder geheel verlaten is, krijgt Jack op een avond een hallucinatie waarin hij zich in een balzaal waant waar een feest in jaren 20-stijl wordt gehouden. Jack bestelt aan de bar een drankje. Hij raakt in gesprek met een van de andere gasten op het feest, dit blijkt Charles Grady te zijn. Grady zegt tegen Jack dat die zijn vrouw en zoon maar eens "tot de orde moet roepen", zoals hij zelf ook met zijn eigen kinderen heeft gedaan. Jack verliest hierdoor de laatste controle over zijn eigen gedachten. 
Intussen ontdekt Wendy dat Jack maandenlang enkel precies dezelfde zin achter elkaar heeft getypt: All work and no play makes Jack a dull boy (een bekend Engels spreekwoord). Wendy is nu diep verontrust en stelt voor om het hotel te verlaten, mede vanwege Danny, maar Jack scheldt haar uit en weigert. Wendy slaat hem daarop bewusteloos en sluit hem op in een kast. Danny en zijn moeder barricaderen zich in hun badkamer wanneer de waanzinnig geworden Jack hen met een bijl te lijf gaat. Danny kan door het raampje ontsnappen. Wendy weet Jack ondertussen even tegen te houden met een kapmes. Jack heeft de auto's en sneeuwscooter echter onklaar gemaakt. Hallorann schiet te hulp na opnieuw buitenzintuiglijk contact te hebben gehad met Danny, maar hij wordt in het hotel door Jack met de bijl vermoord. Danny verbergt zich in het grote doolhof voor het hotel. Jack achtervolgt hem ook hier, maar verdwaalt en vriest uiteindelijk dood. Danny en Wendy ontsnappen met de herstelde sneeuwscooter.

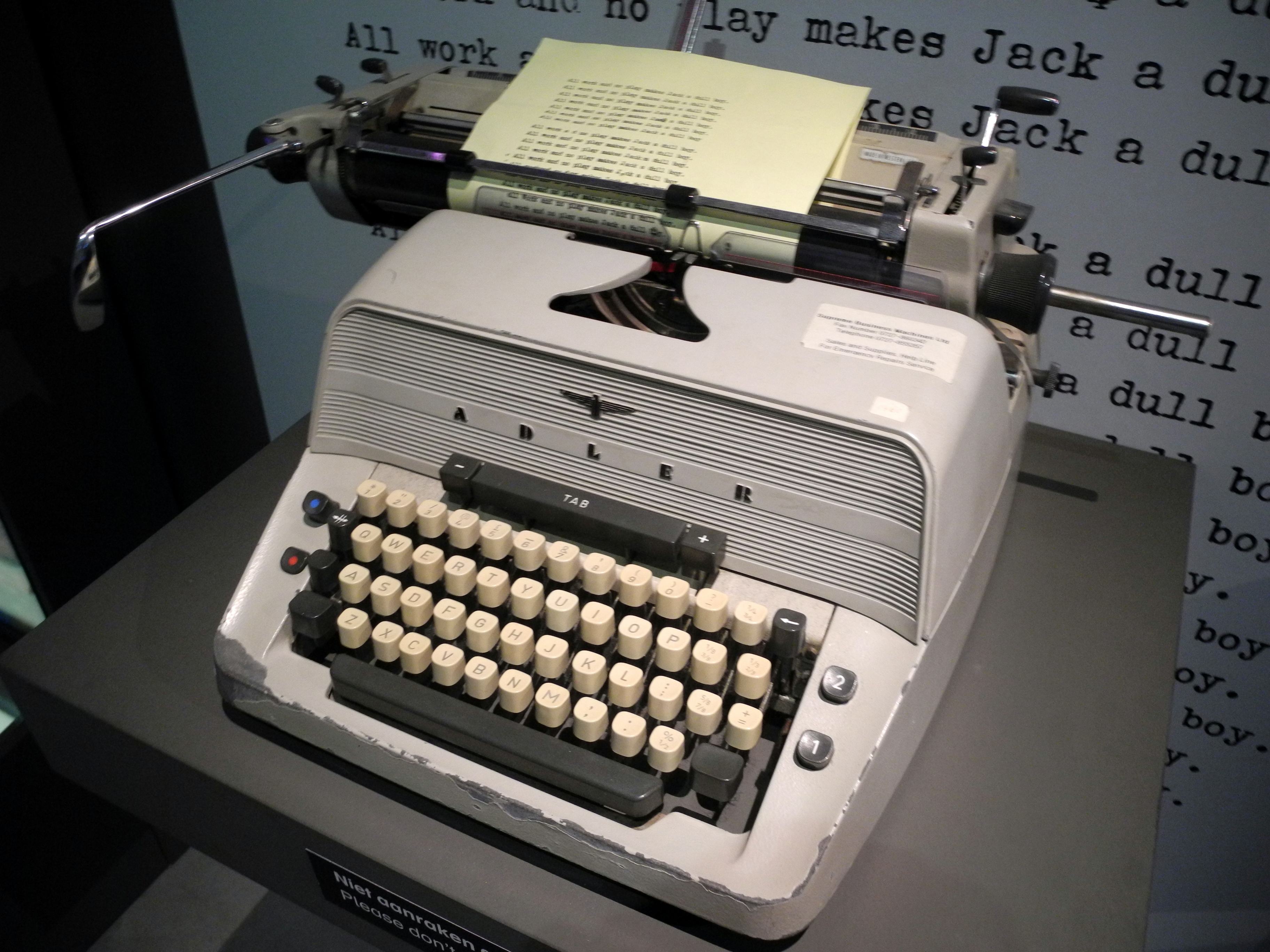
De originele schrijfmachine die voor de film werd gebruikt

De film eindigt met een beeld van een foto aan de muur van het hotel die genomen is op 4 juli 1921. Hierop prijkt Jack als eregast op een feest.

## Productie

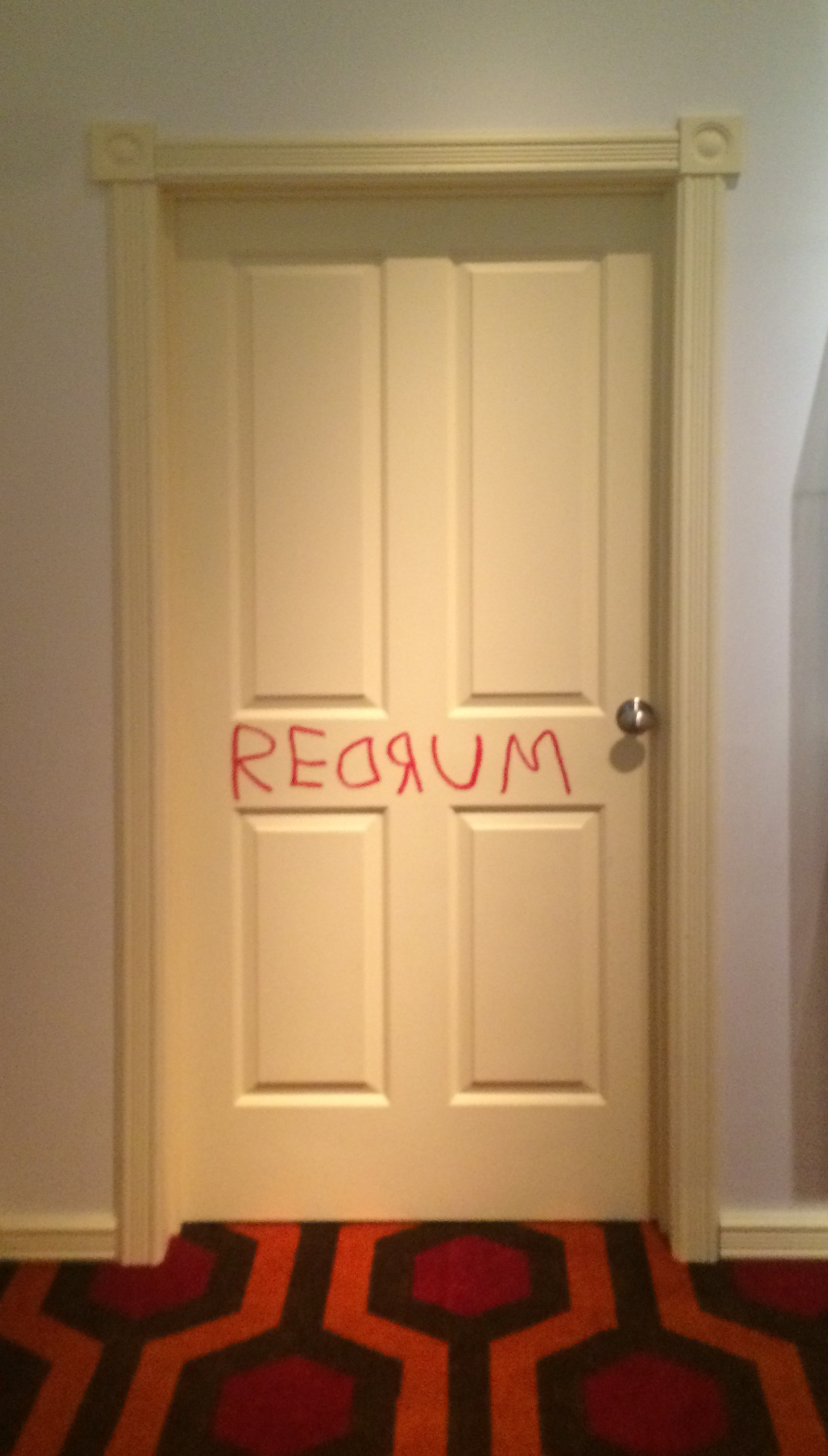
Replica van een deur uit de film die Danny voortdurend ziet: MURDƎЯ (moord) in spiegelschrift

Na het tegenvallende succes van zijn vorige film, Barry Lyndon (1975), zocht Kubrick een nieuwe uitdaging in de horrorsfeer. Dat werd Kings roman The Shining.
De sets werden vervaardigd in het Verenigd Koninkrijk, in Borehamwood, Hertfordshire. Enkele scènes zijn buiten de studiolocatie opgenomen: zo is de openingsscène opgenomen bij het Saint Mary Lake in Glacier National Park, Montana. Deze scène en die waarin de Volkswagen Kever van het gezin naar het hotel rijdt, zijn gefilmd vanuit een helikopter. Het interieur van het Overlook Hotel is deels gebaseerd op dat van het Ahwahnee Hotel in Yosemite National Park. Voor de buitenkant werd de Timberline Lodge in Oregon gebruikt.
Voor Kubrick was het de eerste keer dat hij de steadicam gebruikte. Deze was enkele jaren eerder uitgevonden door Garrett Brown, die nauw betrokken werd bij de productie van The Shining. Kubrick liet scènes vele malen filmen en eiste grote precisie in de shots. Brown bedacht toen een manier om de positie en de hoogte van de camera met een hand te regelen, zodat de andere hand de panning en kanteling kon doen. Hij schreef hier later over in het tijdschrift American Cinematographer.
De productie zelf had nogal wat voeten in de aarde en ging gepaard met wrijving. Actrice Shelley Duvall (Wendy Torrance) kon niet goed overweg met Kubrick (die haar veel bekritiseerde) en raakte op den duur zo gestrest dat ze enige tijd ziek werd en te maken kreeg met haarverlies. Het script werd tijdens de productie voortdurend op bepaalde punten bijgesteld, waardoor er steeds nieuwe teksten uit het hoofd geleerd moesten worden. Diverse stukken die aanvankelijk in het filmscenario zaten werden geschrapt, waaronder enkele aan het eind van de film in het ziekenhuis (zie ook #Andere versies en interpretatie).
Voor de rol van Jack Torrance was ook gedacht aan Robert De Niro (die achteraf zei nachtmerries aan de film te hebben overgehouden), Robin Williams en Harrison Ford, maar Kubrick vond geen van hen geschikt.
Voor Joe Turkel (Lloyd, de barkeeper) was de scène aan de bar zijn favoriet. Volgens hem hadden ze er zes weken over gedaan om deze scène goed te krijgen.

## Rolverdeling
| Acteur                     | Personage                                    |
| -------------------------- | -------------------------------------------- |
| Jack Nicholson             | Jack Torrance                                |
| Shelley Duvall             | Wendy Torrance                               |
| Danny Lloyd                | Danny Torrance                               |
| Scatman Crothers           | Dick Hallorann                               |
| Barry Nelson               | Stuart Ullman                                |
| Philip Stone               | Charles Grady                                |
| Joe Turkel                 | Lloyd                                        |
| Anne Jackson               | Arts (alleen te zien in Amerikaanse release) |
| Tony Burton                | Larry Durkin                                 |
| Barry Dennen               | Bill Watson                                  |
| Lisa Burns en Louise Burns | de tweelingdochters van Grady                |
| Lia Beldam                 | Jonge vrouw in bad                           |
| Billie Gibson              | Oude vrouw in bad                            |
| David Baxt                 | Boswachter 1                                 |
| Manning Redwood            | Boswachter 2                                 |

## Andere versies en interpretatie
In een van de andere versies van het script lijkt het alsof ook manager Ullman vanaf het begin op de hoogte was van de aanwezigheid van de geesten in het hotel. Aan het einde van de film vertelt hij Wendy in het ziekenhuis dat het lichaam van haar man niet is gevonden. Vervolgens geeft hij Danny een gele tennisbal, vermoedelijk dezelfde bal waardoor Danny eerder in de film naar kamer 237 werd gelokt alwaar hij het visioen van de vermoorde meisjes kreeg. Uiteindelijk zou de kijker hierdoor zijn gaan twijfelen of het hele verhaal wel echt gebeurd is, of dat Jack wellicht aan het einde van de film is meegesleurd naar het verleden, hetgeen tevens zijn aanwezigheid op de foto uit 1921 zou kunnen verklaren. Dit open einde werd later herschreven, omdat er niet te veel raadsels voor de kijker mochten overblijven.

## Kings alternatief
Stephen King was niet enthousiast over deze adaptatie en wilde zijn naam niet op de aftiteling zien, met name omdat de verhaallijn nogal afwijkt van het boek, vooral aan het einde. Daarom zorgde hij in 1997 (mede) zelf voor nog een verfilming in de vorm van een eveneens gelijknamige miniserie, waarvan het einde dichter bij het originele verhaal blijft. Deze serie is echter minder bekend bij het grote publiek.

## Prijzen
De film werd genomineerd voor vier Saturn Awards en won de Award voor beste bijrolspeler (Scatman Crothers). De andere nominaties waren die voor beste regisseur, beste horrorfilm en beste muziek. De film werd daarentegen ook genomineerd voor de Golden Raspberry Award voor slechtste regisseur en slechtste actrice, Shelley Duvall.

## Verwijzingen in de film
- De zin die Jack maandenlang achter elkaar blijkt te hebben getypt is All work and no play makes Jack a dull boy, een bekend Engels spreekwoord.
- In de film komt de oneliner Heeeeere's Johnny voor, wat Jack roept wanneer hij met de deur inslaat waarachter Wendy en Danny zich verschuilen. De tekst volgens het boek is Boo (boe). Nicholson heeft de zin geïmproviseerd. De oneliner is eigenlijk afkomstig van Ed McMahon, die The Tonight Show introduceerde toen dit programma door Johnny Carson werd gepresenteerd. Dit element ontbreekt in het boek van King. In dezelfde scène wordt een toespeling gemaakt op het sprookje De wolf en de drie biggetjes, wanneer Jack met de bijl voor de deur staat en dreigt dat hij haar huisje omver zal blazen.
- In de laatste scène van de film, die Jack op een antieke foto toont, is het nummer Midnight, the Stars and You uit 1934 van Al Bowlly gebruikt als achtergrondmuziek.
- Het Overlook Hotel is de plaats waar heden en verleden samenkomen. Het is gebouwd op een Indiaanse begraafplaats en is een soort wachtkamer van de verdoemde zielen die zich manifesteren aan mensen die de 'gave' (the shining) bezitten. Het doolhof is een metafoor voor het ronddolen van de mens voordat hij de eeuwige rust kan krijgen. Zoals Graaf Dracula (Béla Lugosi in 1931) die zei: To die, to be really dead, that must be glorious.

## Enkele afwijkende details
- Shelley Duvall (Wendy) heeft in de filmversie van Kubrick zwart haar. In het originele boek omschrijft King haar als blondine.
- Jack Nicholson (Jack) gaat zijn familie in Kubricks film te lijf met een bijl. In Kings boek gebruikt hij een roquehamer.

## Documentaire
Tijdens het Sundance Film Festival 2012 ging de ruim anderhalf uur durende documentaire Room 237 in première. Deze presenteerde een aantal extreme veronderstellingen over Kubricks bedoelingen met de filmversie van The Shining.

## Verwijzingen naar de film en parodieën
- In de film Twister van Jan de Bont kijken de mensen The Shining in een Drive-in bioscoop, net voordat de allesverwoestende tornado eraan komt.
- In een Halloweenaflevering van The Simpsons, Treehouse Of Horror V wordt de film in het eerste segment geparodieerd.
- In de aflevering Peter, Peter Caviar Eater uit de tv-reeks Family Guy wordt de scène met de tweeling en Danny geparodieerd.
- In het Suske en Wiske-verhaal De curieuze neuzen dringt Lambik met een bijl zijn eigen huis binnen.
- De film toont een foto met een jongere Nicholson. Deze werd in 2001 weer gebruikt in The Pledge.
- De video van The Kill, een lied van de alternatieve-rockband 30 Seconds to Mars, is geïnspireerd op de film. In de videoclip is te zien hoe de band een hotel aan het verkennen is. Op een brief van de hoteleigenaar staat "We hopen op een fijn verblijf en blijf uit kamer 6277." De band negeert de waarschuwing en opent kamer 6277. Elk lid ervaart de effecten van de kamer anders, maar ze zien allemaal een veranderde versie van zichzelf. Bij de climax van het nummer komt frontman Jared Leto zichzelf op de gang tegen.
- In de videoclip van Please Don't Leave Me (gezongen door P!nk) hakt de zangeres zich door een deur waarachter haar vriendje zich verstopt voor haar.
- In de aflevering A Nightmare on Facetime van South Park wordt de film geparodieerd.
- In de film Finding Nemo breekt een haai een deur open, steekt zijn kop door een gat, en parodieert de befaamde one-liner.
- In de aflevering Soul Survivor van Supernatural hakt een bezeten Dean zich met een hamer door een deur om bij zijn broer te komen.
- In de aflevering I Got Yer Can van Animaniacs is te zien hoe een doorgedraaide eekhoorn op dezelfde manier als Jack soortgelijke regels typt op een schrijfmachine.
- In Seed of Chucky hakt Chucky de badkamerdeur aan gruzelementen en zegt dan dat hij niet weet wat hij moet zeggen.
- In het spel Mortal Kombat X is er een Fatality waarin Johnny Cage de befaamde oneliner parodieert.
- In de aflevering Heeeeere's Lassie van Psych wordt de film geparodieerd. De bezetenheid komt hier niet van kwade geesten maar van amylnitriet (poppers).
- In de film Ready Player One van Steven Spielberg speelt The Shining een belangrijke rol bij een opdracht om een Easter Egg te vinden. Verschillende scènes uit de film worden geparodieerd.